# Ефимия де Росс
Ефимия де Росс (англ. Euphemia de Ross; ум. 1386) — королева Шотландии (1371—1386), вторая жена короля Шотландии Роберта II Стюарта (1371—1390).

## Биография
Представительница клана Росс. Дочь Хью, графа Росса (ум. 1333), и его второй жены, Маргарет де Грэм, дочери сэра Джона де Грэма из Аберкорна. Её первым мужем был Джон Рэндольф, 3-й граф Морей (1306—1346), но их брак был бездетным. Её первый супруг скончался в 1346 году, а она оставалась вдовой в течение девяти лет.
2 мая 1355 года Ефимия вышла замуж за Роберта Стюарта (1319—1390), единственного сына Уолтера Стюарта, 6-го лорда-стюарда Шотландии, и Марджори Брюс. Марджори Брюс была дочерью короля Шотландии Роберта Брюса и его первой супруги Изабеллы де Мар. Более десяти лет её второй муж Роберт Стюарт, 7-й лорд-стюард Шотландии, занимал должность регента Шотландии совместно с её первым мужем, Джоном Рэндольфом, графом Мореем.
Перед заключением брака было получено разрешение папы римского Иннокентия VI и католической церкви. Джон Рэндольф, 3-й граф Морей, был троюродным братом Роберта Стюарта, второго мужа Ефимии. Также сама Ефимия де Росс находилась в отдалённом родстве с Робертом Стюартом. Дети Роберта Стюарта от первого брака с Элизабет Мур были признаны незаконными из-за причины кровного родства. Дети Роберта Стюарта от первого и второго брака считали себя законными наследника престола, что могло перерасти в конфликт в будущем.
Евфимия и Роберт были родителями четырёх детей:
- Дэвид Стюарт, 1-й граф Кейтнесс (1357 — ок. 1386)
- Уолтер Стюарт, 1-й граф Атолл (ок. 1360—1437)
- Элизабет Стюарт[англ.], жена с 1375 года Дэвида Линдси, 1-го графа Кроуфорда (ок. 1360—1407)
- Эгидия Стюарт, жена с 1387 года сэра Уильяма Дугласа из Нитсдейла (ок. 1370—1391).

В 1371 году Роберт II Стюарт сменил на королевском троне своего дядю по материнской линии, Давида II Брюса, умершего бездетным. Ефимия стала королевой-консортом Шотландии и занимала эту должность пятнадцать лет, вплоть до своей смерти в 1386 году.